# Risen (serie)
Risen es una franquicia de juegos pertenecientes al género de acción y rol, desarrollados por la  empresa alemana Piranha Bytes para Microsoft Windows y convertido por Wizarbox en las consolas PlayStation 3 y Xbox 360. Es publicado y distribuido por la empresa alemana Deep Silver, una división de Koch Media.
La franquicia está cerca de los tres primeros episodios de la franquicia Gothic, también desarrollado por Piranha Bytes.

## Juegos
Los juegos en la franquicia Risen son: Risen (2009), Risen 2: Dark Waters (2012) y Risen 3: Titan Lords (2014).

### Risen
- Desarrollador: Piranha Bytes
- Plataforma: Microsoft Windows, Xbox 360
- Distribuidor: Deep Silver
- Fecha de lanzamiento: 2 de octubre de 2009 (versión internacional)
- Gráfico del motor: El desarrollo interno por Piranha Bytes
- Idiomas: El audio de la versión internacional es multilingüe: alemán, inglés y francés.
- Más de 200.000 copias del primer juego se vendieron en Alemania.

### Risen 2: Dark Waters
- Desarrollador: Piranha Bytes
- Plataforma: Microsoft Windows, PlayStation 3, Xbox 360
- Distribuidor: Deep Silver
- Fecha de lanzamiento: 27 de abril de 2012
- Gráfico del motor: El desarrollo interno por Piranha Bytes

### Risen 3: Titan Lords
- Desarrollador: Piranha Bytes
- Plataforma: Microsoft Windows, PlayStation 3, Xbox 360
- Distribuidor: Deep Silver
- Fecha de lanzamiento: 12 de agosto de 2014
- Gráfico del motor: El desarrollo interno por Piranha Bytes